# یواس‌اس ووستر (۱۸۶۶)
یواس‌اس ووستر (۱۸۶۶) (به انگلیسی: USS Worcester (1866)) یک کشتی بود که طول آن ۲۹۶ فوت ۱۰ اینچ (۹۰٫۴۷ متر) بود. این کشتی در سال ۱۸۶۶ ساخته شد.